# クーパー・ホフマン
クーパー・ホフマン（Cooper Hoffman, 2003年3月20日 - ）は、アメリカ合衆国の俳優である。同じく俳優のフィリップ・シーモア・ホフマンの息子である彼は、ポール・トーマス・アンダーソンの青春映画『リコリス・ピザ』（2021年）の主役で俳優デビューし、ゴールデングローブ賞にノミネートされた。この他に彼『サタデー・ナイト/NYからライブ!』（2024年）でディック・エバーソルを演じ、さらにサム・シェパード脚本のオフ・ブロードウェイ作品『飢えた階級の呪い』（2025年）で舞台デビューも果たした。

## 生い立ち
ホフマンは2003年に生まれた。父は同じく俳優のフィリップ・シーモア・ホフマン、母は衣裳デザイナーのミミ・オドネル（Mimi O'Donnell）である。ホフマンには姉妹が2人いる。ホフマンの父は彼が10歳の時に亡くなり、遺言では、息子にはハリウッド以外の場所で人生を歩んで欲しいと述べていた。成長したホフマンは俳優を真剣に志すことはなく、彼は学校の舞台劇に裏方スタッフとして参加したり、家族ぐるみの付き合いがあるポール・トーマス・アンダーソンとその息子をを含む友人たちと共に短編映画を製作する程度であった。

## キャリア
ホフマンは亡くなった父と頻繁に仕事をしていたポール・トーマス・アンダーソンが脚本・監督を務めた映画『リコリス・ピザ』（2021年）で映画デビューした。その演技は批評家から高く評価され、ゴールデングローブ賞ミュージカル・コメディ映画主演男優賞を含む複数の賞で候補に挙がった。2023年にはイーサン・ホークが監督したフラナリー・オコナーの伝記映画『Wildcat』に出演した。この映画は第50回テルライド映画祭でプレミア上映された。2024年、ホフマンは伝記コメディ映画『サタデー・ナイト/NYからライブ!』でディック・エバーソルを演じた。

## 出演歴

### 映画
| 年   | タイトル                                      | 役                     | 備考                   |
| ---- | --------------------------------------------- | ---------------------- | ---------------------- |
| 2021 | リコリス・ピザ Licorice Pizza                 | ゲイリー・バレンタイン |                        |
| 2023 | Wildcat                                       | Manley Pointer         |                        |
| 2024 | Old Guy                                       | Wihlborg               |                        |
| 2024 | サタデー・ナイト/NYからライブ! Saturday Night | ディック・エバーソル   |                        |
| 2025 | The Long Walk                                 | Raymond Garraty        | ポストプロダクション中 |
| 未定 | I Want Your Sex                               | Elliot                 | ポストプロダクション中 |
| 未定 | Poetic License                                | Ari Zimmer             | ポストプロダクション中 |

### 舞台
| 年   | タイトル                                     | 役          | 劇作家           | 劇場                                        | 参照   |
| ---- | -------------------------------------------- | ----------- | ---------------- | ------------------------------------------- | ------ |
| 2025 | 飢えた階級の呪い Curse of the Starving Class | Wesley Tate | サム・シェパード | ザ・ニュー・グループ (オフ・ブロードウェイ) | [ 16 ] |

## 受賞とノミネート
| 年   | 賞                                         | 部門                                        | 作品           | 結果       | 参照   |
| ---- | ------------------------------------------ | ------------------------------------------- | -------------- | ---------- | ------ |
| 2021 | ナショナル・ボード・オブ・レビュー賞       | ブレイクスルー演技賞                        | リコリス・ピザ | 受賞       | [ 17 ] |
| 2022 | クリティクス・チョイス・ムービー・アワード | 若手俳優賞                                  | リコリス・ピザ | ノミネート | [ 18 ] |
| 2022 | ゴールデングローブ賞                       | 映画主演男優賞 (ミュージカル・コメディ部門) | リコリス・ピザ | ノミネート | [ 13 ] |